# SFSWAP
SFSWAP‏ (Splicing factor SWAP) هوَ بروتين يُشَفر بواسطة جين SFSWAP في الإنسان.